# Poffer

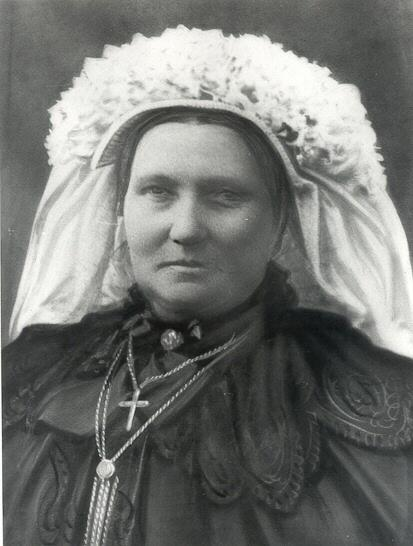
Vrouw met een poffer

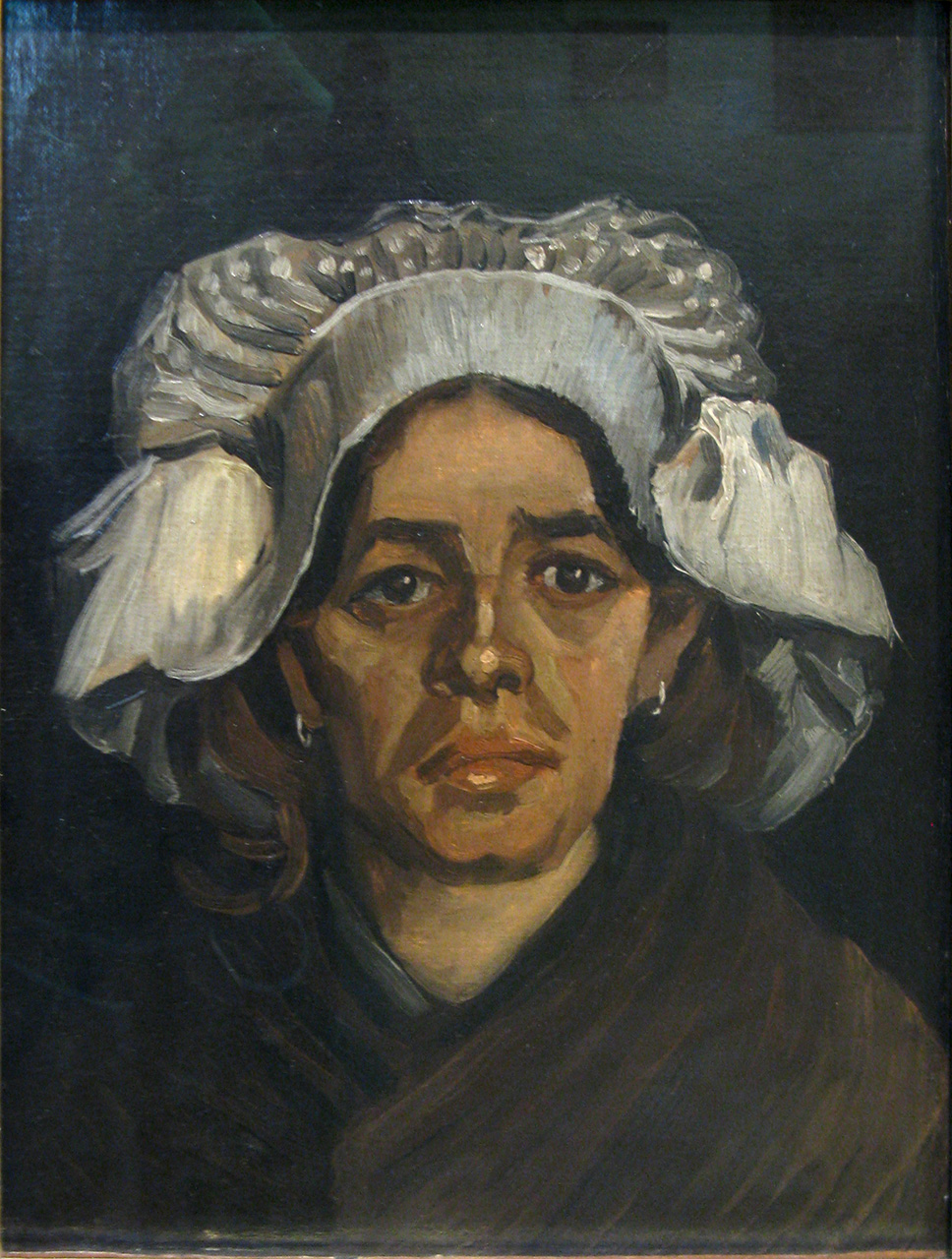
Kop van een vrouw (Gordina de Groot), een schilderij van Vincent van Gogh uit 1885. Het is een van de Nuenense studiekoppen. Gordina de Groot zit ook aan tafel bij De aardappeleters.

Een poffer was een kenmerkend onderdeel van de Noord-Brabantse klederdracht, met name in de Meierij van 's-Hertogenbosch. De poffer werd 's zondags en bij speciale gelegenheden gedragen door vrouwen. Het is een hoefijzervormige kunstbloemenkrans met linten die afhangen op de rug. Onder de poffer werd een witte muts en een zwarte ondermuts gedragen.
Het kostbaarste onderdeel van de combinatie muts/poffer was de muts. De was gemaakt van handgeborduurde tule op het hoofd en handgekloste kant helemaal rond de muts. Boven het voorhoofd was de kant geplooid. In 1910 kostte een muts 75 gulden en een poffer 25 gulden, en één enkele muts was niet voldoende want de mutsen werden vuil en werden dan door een mutsenmaakster uit elkaar gehaald, gewassen, gesteven en opnieuw geplooid.
De poffer beleefde in de periode 1870-1940 zijn bloeiperiode. Daarna raakte het kledingstuk geleidelijk in onbruik en omstreeks 1960 was aan deze dracht een einde gekomen.
De poffer werd vooral door rijke plattelandsvrouwen gedragen op zon- en feestdagen en bij speciale gelegenheden.
Tegenwoordig wordt de poffer als emblematisch voor Noord-Brabant gezien. Menig volkenkundig museum bezit er een aantal van, en sommige Noord-Brabantse musea zijn erin gespecialiseerd. Tegenwoordig wordt de poffer enkel nog gedragen op folkloristisch getinte feesten, zoals een boerenovertrek of een boerenbruiloft.
In de kunst wordt de muts herhaaldelijk afgebeeld. Het portret van een plattelandsvrouw uit 1885, door Vincent van Gogh, is wel het bekendste voorbeeld daarvan. Zij draagt een muts die gesteven is en een eenvoudige geborduurde 'bodem' (op het hoofd) heeft, maar geen kloskant bevat.

## Diversen
- Ter gelegenheid van het 200-jarig bestaan van de provincie Noord-Brabant in 1996 werd een gedenkmunt uitgegeven die de poffer heette. Hierop staat een vrouw afgebeeld met een poffer. Deze munt was een geldig betaalmiddel dat tot 10 januari 1997 gebruikt kon worden. Met deze munt werden de restauraties van onder andere Kasteel Heeswijk te Heeswijk en Grote Kerk te Breda gefinancierd.[2]
- In Noord-Limburg werd het kledingstuk ook gedragen. Echter werd het daar een toer genoemd.[3][bron?]